# La Chapelle-Urée
La Chapelle-Urée är en kommun i departementet Manche i regionen Normandie i norra Frankrike. Kommunen ligger i kantonen Brécey som tillhör arrondissementet Avranches. År 2022 hade La Chapelle-Urée 171 invånare.

## Befolkningsutveckling
Antalet invånare i kommunen La Chapelle-Urée
| Referens: INSEE |